# Outlaws MC

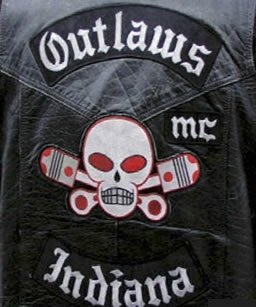
Outlaw Backpatch

Der Outlaws Motorcycle Club ist weltweit einer der größten und ältesten Motorcycle Clubs. Er zählt zusammen mit den Hells Angels, dem Bandidos MC und dem Pagan MC zu den „Big Four“ (den „großen Vier“) der Outlaw Motorcycle Gangs in den Vereinigten Staaten. Die Clubfarben sind Schwarz und Weiß.

## Geschichte
Im Jahr 1935 wurde der Club in Mathilda’s Bar an der ursprünglichen Route 66 in McCook, Illinois als „Mc Cook Outlaws Motorcycle Club“ gegründet. Auch während des Zweiten Weltkrieges bestand der Club weiter, wobei das Clubleben jedoch etwas zum Erliegen kam. Im Mai 1946 fand auf dem Soldier Field in Chicago die erste große Motorradveranstaltung des mittleren Westens nach dem Zweiten Weltkrieg statt. Danny Lyons, ein bekannter Fotograf aus der Civil-Rights-Bewegung, gab an, dass der MC sich 1947 auflöste, da ein Großteil der Mitglieder in den Polizeidienst eintrat.
Nach der offiziellen Version bestand er weiter und beschloss 1950, bedingt durch den Anstieg der Mitgliederzahl aus der Chicago Area, den einstigen Namen „McCook Outlaws“ in „Chicago Outlaws“ umzubenennen. Im gleichen Jahr untersagte die American Motorcyclist Association (AMA), die die Motorradrennen in den USA überwacht, die Verwendung des Wortes Outlaws auf der Rennbekleidung. Daraufhin trugen alle Mitglieder des Outlaws MC, die an Motorradrennen der AMA teilnahmen, bis 1963 das Zeichen OMC auf ihrer Ausstattung. Mit der Umbenennung des Motorcycle Clubs wurden ebenfalls die Clubaktivitäten von McCook nach Chicago verlagert.
Im Jahre 1963 wurden der Outlaws MC Mitglied der „1 % Brotherhood of Clubs“. Der Club war somit der erste One Percenter Club östlich des Mississippi.
Am 4. Juli 1964 traten die „Gipsy Outlaws“ von Milwaukee den „Chicago Outlaws“ bei. Somit wurde der MC auch außerhalb Chicagos aktiv, was zur Gründung der „Outlaws Nation“ führte. Der Sitz des Mother Chapter (Gründungsortsgruppe) ist nach wie vor in Chicago.
Auf der Neujahrsparty zum Jahreswechsel 1964/1965 wurde die Outlaws Nation in Chicago offiziell aus der Taufe gehoben. Am 1. Januar 1965 wurde die „American Outlaws Association“ (AOA) als Antwort auf die American Motorcyclist Association gegründet. 1967 kam mit Florida ein neues Chapter hinzu.
1969 wurde die Aussage „God forgives, Outlaws don’t“ (Gott vergibt, die Outlaws nicht) zum Clubmotto ernannt. 1977 kam es in Kanada zur Gründung des ersten Chapters außerhalb der USA. Der „Satan’s Choice Motorcycle Club“ trat der Outlaws Nation bei. 1993 wurde in Frankreich das erste Chapter in Europa eröffnet. Ab dem Jahr 1994 breitete sich der Club in Australien, Europa und Asien weiter aus.

## Deutschland
In Deutschland besteht der Outlaws MC seit 2001, als der („schwarze“) Ghost-Riders MC (nicht zu verwechseln mit den „gelben“ Ghostriders, die Ende 1999 zu den Bandidos wechselten) der Outlaws-Nation beitrat. 2011 gab es eine Razzia gegen Führungsmitglieder des Motorradclubs. In Deutschland wurde 2002 auch der erste offizielle Support-Club gegründet, der Black Pistons MC.
Der Outlaws MC wird, wie alle anderen großen MCs auch, regelmäßig in den Verfassungsschutzberichten der Länder aufgeführt.

## Organisation
Weltweit gibt es über 280 Ortsgruppen (Chapter). In Deutschland gehören 37 Chapter der „Outlaws Nation“ an. Der Club hat etwa 2500 Mitglieder in den USA, in Europa sind es etwa 2000 Mitglieder.
Er besitzt Chapter in folgenden Ländern:
- Vereinigte Staaten
- Kanada
- Deutschland
- Vereinigtes Königreich
- Irland
- Belgien
- Norwegen
- Schweden
- Italien
- Polen
- Frankreich
- Spanien
- Serbien
- Russland
- Australien
- Thailand
- Tschechien
- Österreich
- Schweiz
- Japan
- Philippinen

## Kriminalität
Wie alle großen Outlaw Motorcycle Clubs ist auch der Outlaw MC in kriminelle Aktivitäten, insbesondere in den Drogen- und Waffenhandel, verstrickt. Nach offizieller Darstellung wird dies vom Club selbst abgestritten, insbesondere lehnt er, nach eigener Aussage, die Einflussnahme im Rotlichtmilieu ab, dies wohl auch als Abgrenzung zu den Hells Angels, die sich damit, zumindest in Deutschland, regelrecht brüsten. Es besteht eine besondere Rivalität zu den Hells Angels, die auf Konflikten gegen Ende der 1960er Jahre beruht. Ursprünglich freundschaftlich verbunden, kam es 1969 zu einer folgenschweren Vergewaltigung. Die Frau eines aufstrebenden Hells Angels wurde von einem Outlaw vergewaltigt. Es kam zu mehreren Schlagabtauschen, bis die Situation 1974 eskalierte und in einem Clubhaus der Outlaws drei Hells Angels ermordet wurden. Kurz darauf erklärte man sich gegenseitig den „Krieg“, der bis heute anhält und sich zwischenzeitlich weltweit ausbreitete. 1978 verbündeten sich die Outlaws am Rande der Daytona Bike Week mit dem Bandidos MC. Laut Ermittlungsbeamten des FBIs stand dabei der Ausbau des Drogenhandels beider Clubs im Vordergrund. So belieferten die Outlaws die Bandidos mit Kokain, während die Bandidos Methamphetamin lieferten. Unter dem Schutz der Bandidos konnten sich die Outlaws im gesamten Mittleren Westen der USA ausbreiten, wo auch heute noch ihr größter Einfluss herrscht. Die Konflikte mit den Hells Angels traten immer offener zu Tage. In dieser Zeit wurde die Phrase „ADIOS“ für „Angels Die in Outlaw States“ (sinngemäß: „Hells Angels sterben in Bundesstaaten, in denen die Outlaws die Vorherrschaft beanspruchen“) geprägt und so wurde 1984 in Sturgis ein brüchiger Friede geschlossen, der jedoch häufig übertreten wird. Die Outlaws spielten auch im Rockerkrieg von Skandinavien und im Rockerkrieg in Québec eine Rolle.
Berüchtigtes Mitglied des MC dürfte Harry Bowman, genannt „Taco“, gewesen sein, der sich von 1994 bis 1997 wegen dreifachen Mordes auf der Liste FBI Ten Most Wanted Fugitives befand. Er verbüßte bis zu seinem Tod 2019 eine zweifach lebenslange Haftstrafe.

## Logo
Das erste Clublogo zeigte ein Motorrad in einem Flügelwappen. Mit der Änderung des Namens 1950 wurde auch das Clublogo ersetzt. Statt des Motorrads diente ein Totenkopf nun als Erkennungszeichen. 1954 wurden zwei gekreuzte Kolben dem Clublogo beigefügt. Diese wurden 1959 noch einmal neu ausgearbeitet, ebenfalls kamen beim Totenschädel Details hinzu. Das neue Logo wurde durch den Film Der Wilde inspiriert, in dem Marlon Brandos Charakter ein ähnliches Colour trug. Das letzte Mal änderte sich das Logo 1989, als ein „MC“ angebracht wurde. Als Schrift wird seit 1950 Old English verwendet.
Im Gegensatz zu anderen MCs tragen die Funktionsträger des Outlaws MC keine Schriftbänder auf den Lederjacken, aus denen die Funktion innerhalb des Chapters hervorgeht. Ebenso werden keine Städtenamen als Bottomrocker auf der Kutte getragen, sondern nur das jeweilige Land. Ausnahmen stellen bestimmte regionale Unterteilungen dar. So haben Schottland und Wales eigene Bottomrocker und in den Vereinigten Staaten werden die Bundesstaaten aufgeführt.